# Жіноча збірна Румунії з хокею із шайбою
Жіноча збірна Румунії з хокею із шайбою — національна жіноча збірна команда Румунії, яка представляє свою країну на міжнародних змаганнях з хокею із шайбою. Управління збірною здійснюється Румунською хокейною федерацією.

## Історія
Жіноча збірна Румунії з хокею із шайбою дебютувала на чемпіонаті світу з хокею 2003 року у третьому Дивізіоні, посіли 6 місце. На чемпіонаті світу 2004 року виступали у четвертому Дивізіоні, де вони і виступали довгий час.

## Результати

### Виступи на чемпіонатах світу
- 2003 – 6 місце (Дивізіон III)
- 2004 – 5 місце (Дивізіон III)
- 2005 – 3 місце (Дивізіон IV)
- 2007 – 2 місце (Дивізіон IV)
- 2008 – 3 місце (Дивізіон IV)
- 2009 – турнір не відбувся
- 2011 – 4 місце (Дивізіон IV)
- 2016 – 1 місце (кваліфікація Дивізіон ІІВ)
- 2017 – 6 місце (Дивізіон ІІВ)
- 2019 – 6 місце (Дивізіон ІІВ)
- 2020 – 3 місце (Дивізіон III)
- 2023 – 4 місце (Дивізіон IIIA)
- 2024 – 2 місце (Дивізіон IIIA)
- 2025 – 4 місце (Дивізіон IIIA)